# Chenillé-Champteussé
Chenillé-Champteusse es una comuna nueva francesa situada en el departamento de Maine y Loira, de la región de Países del Loira.

## Historia
Fue creada el 1 de enero de 2016, en aplicación de una resolución del prefecto de Maine y Loira de 21 de diciembre de 2015 con la unión de las comunas de Champteussé-sur-Baconne y Chenillé-Changé, pasando a estar el ayuntamiento en la antigua comuna de Champteussé-sur-Baconne.

## Demografía
| Gráfica de evolución demográfica de Chenillé-Champteussé entre 1800 y 2013 |
|                                                                            |

Los datos entre 1800 y 2013 son el resultado de sumar los parciales de las dos comunas que forman la nueva comuna de Chenillé-Champteusse, cuyos datos se han cogido de 1800 a 1999, para las comunas de Champteussé-sur-Baconne y Chenillé-Changé de la página francesa EHESS/Cassini. Los demás datos se han cogido de la página del INSEE.

## Composición
| Comuna delegada         | Código INSEE | Población (2013) | Superficie (km²) | Densidad (hab./km²) |
| ----------------------- | ------------ | ---------------- | ---------------- | ------------------- |
| Champteusse-sur-Baconne | 49076        | 228              | 11.48            | 20                  |
| Chenillé-Changé         | 49095        | 140              | 5.30             | 26                  |